# Il buio fuori
Il buio fuori è il secondo romanzo dello scrittore statunitense Cormac McCarthy, pubblicato nel 1968. 

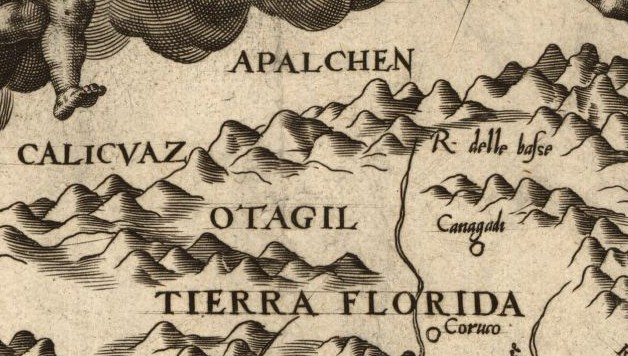
La regione dell'Appalachia, sopra la Florida

## Trama
Tempo e luogo dell'azione sono taciuti, ma si suppone possa trattarsi di uno Stato meridionale degli USA, in un luogo imprecisato nei monti Appalachi intorno al volgere del Novecento. Una giovane ragazza è incinta e partorisce. Il padre del bambino è suo fratello, che è - a sua volta - ancora un ragazzo. Culla, questo è il nome del padre, rapisce il bambino alla madre e lo abbandona nel bosco. Tornato a casa le dice che il piccolo è morto per cause naturali. Quando Rinthy - la ragazza - scopre fortuitamente la bugia del fratello, parte alla ricerca del bambino. Il fratello la insegue per impedirglielo, i due vagano insensatamente attraverso la campagna desolata senza più riuscire a trovare il bambino che, nel frattempo, è stato scoperto nei boschi e portato via da uno stagnino senza nome. 
Culla vaga a piedi di città in città in cerca di lavoro. "Davanti a lui si estendeva una radura spettrale di cui si scorgevano solo gli alberi nudi, in atteggiamento di agonia vagamente umana, come figure in un paesaggio di dannati. Un giardino su cui ristagnava il fumo dei morti, che scompariva verso la curva dell'orizzonte. Tastò con il piede il fango davanti a lui... Fece un passo indietro. Un vento putrido soffiava da questa desolazione e le canne palustri e le felci nere tra i quali si infilava dolcemente, ondeggiavano come schiere incatenate. Si chiese come mai ci fosse una strada in un posto così". L'atteggiamento della gente di campagna che incontra è diffidente e sospettoso. Quando qualche evento colpisce una comunità il primo a essere sospettato è lui, che si presenta sempre come un estraneo. Finisce accusato di furto, omicidio, violazione di domicilio e perfino di aver incitato una mandria di porci alla rivolta. Culla sembra perseguitato da una maledizione biblica, per un peccato originale di cui non sappiamo nulla. Parallelamente anche la sorella Rinthy vaga di villaggio in villaggio, chiedendo aiuto e un po' d'acqua. A differenza del fratello, di cui condivide l'educazione ma non i sentimenti, Rinthy riesce a farsi benvolere e riceve le cure e l'attenzione delle persone che incontra. Anche quando si mette in situazioni pericolose, riesce a venirne fuori senza danni. Il racconto finisce in una notte di tregenda, con tre terribili sconosciuti, che faranno precipitare gli eventi verso un finale apocalittico.

## Considerazioni
Il buio fuori di Cormac McCarthy nasce dalla lunga tradizione della letteratura esistenzialista, che va dall'Ecclesiaste al Re Lear a Lo straniero. I personaggi si muovono in un mondo privo di dio, di scopo, di causalità. Un mondo in cui l'uomo appare solo, semianalfabeta e per metà animale. McCarthy crea questo mondo tetro e senza speranza, in tutto simile a quello del suo romanzo La strada, intrecciando i temi delle tenebre, della cecità, dell'innominabile, della malattia e della violenza. Per McCarthy, creare questo stato d'animo cupo è lo scopo principale del romanzo, ed è rafforzato da molte allusioni alla mitologia greca e cristiana. "Scese su di lui la notte lunga e fredda, attraverso i boschi, e una quiete spettrale. Come se anche i grilli e gli uccelli notturni vivessero nel terrore ... gli alberi iniziarono a chiudersi intorno a lui, forme maligne e funeste si sviluppavano come enormi androidi, evocati dall'inconsistenza aliena di queste carni in collisione tra di loro." Nonostante il realismo vivido delle descrizioni di superficie, il mondo di McCarthy appartiene a un'apocalittica fantasia millenaria.

## Critica
- «Il buio fuori è una parabola profonda, che parla in ultima analisi, per ogni società, in ogni tempo», TIME.
- «McCarthy è un maestro di stile, forse senza eguali nella letteratura americana. Nelle sue mani, tutto viene eseguito con abilità consumata», Village Voice.
- «McCarthy riesce a trasformare il vero in favoloso, l'ordinario in misterioso», The New York Times.

## Adattamento
Dal libro è stato tratto il cortometraggio Outer Dark della durata di circa 15 minuti, per la regia di Stephen Imwalle che ha anche sceneggiato il romanzo, con l'aiuto di McCarthy. Il corto non è mai stato presentato in Italia.

## Edizioni italiane
- Il buio fuori, traduzione di Raul Montanari, Collana Supercoralli, Torino, Einaudi, 1997, ISBN 978-88-06-19273-0. - Collana Einaudi Tascabili. Letteratura n.635, Einaudi, 1999, ISBN 978-88-061-5237-6; Collana ET Scrittori, Einaudi, 2015-2023, ISBN 978-88-062-2760-9.